# Liste der denkmalgeschützten Objekte in Karres
Die Liste der denkmalgeschützten Objekte in Karres enthält die 7 denkmalgeschützten, unbeweglichen Objekte der Tiroler Gemeinde Karres.

## Denkmäler
| Foto |                 | Denkmal                                                                               | Standort                                   | Beschreibung | Metadaten |
| ---- | --------------- | ------------------------------------------------------------------------------------- | ------------------------------------------ | --- | --- |
| ja   | Datei hochladen | Römische Villa „Auf der Maure“ und Gräberfeld HERIS-ID: 112177 Objekt-ID: 130246 TKK: | Auf der Maure Standort KG: Karres          | Archäologische Ausgrabungsstätte Anmerkung: Großflächiges Wald- und Wiesengrundstück. | BDA-Hist.: Q37829110 Status: Bescheid Stand der BDA-Liste: 2025-06-30 Name: Römische Villa „Auf der Maure“ und Gräberfeld GstNr.: 1627, 1639, 1640, 1641, 1642, 1643 |
| ja   | Datei hochladen | Michaelskapelle HERIS-ID: 4262 Objekt-ID: 100 TKK: 36795                              | Karres Standort KG: Karres                 | Kapelle mit Spitzbogenfenster aus dem 17. Jahrhundert | BDA-Hist.: Q37712465 Status: § 2a Stand der BDA-Liste: 2025-06-30 Name: Michaelskapelle GstNr.: .99 Michaelskapelle Karres                                           |
| ja   | Datei hochladen | Kath. Pfarrkirche hl. Stephanus und Friedhof HERIS-ID: 4259 Objekt-ID: 97 TKK: 22463  | Karres 1, gegenüber Standort KG: Karres    | Spätgotische Kirche, Innenraum 1736 barockisiert | BDA-Hist.: Q19971371 Status: § 2a Stand der BDA-Liste: 2025-06-30 Name: Kath. Pfarrkirche hl. Stephanus und Friedhof GstNr.: .35, 41 Pfarrkirche Karres              |
| ja   | Datei hochladen | Karresschluchtbrücke HERIS-ID: 24866 Objekt-ID: 21276 TKK: 36793                      | Standort KG: Karres                        | Die Karresschluchtbrücke wurde 1938 im Zuge der Tiroler Straße als ein Stahlbetonbogen mit aufgeständerter Fahrbahnplatte erbaut. Sie weist eine Stützweite von 94 m und eine Spannweite von 114 m auf. | BDA-Hist.: Q37888025 Status: § 2a Stand der BDA-Liste: 2025-06-30 Name: Karresschluchtbrücke GstNr.: 1995 Karresschluchtbrücke                                       |
| ja   | Datei hochladen | Friedhofskapelle HERIS-ID: 4260 Objekt-ID: 98 TKK: 22464                              | Karres 48, gegenüber Standort KG: Karres   | Barocke Kapelle mit geschweiftem Giebel | BDA-Hist.: Q38181650 Status: § 2a Stand der BDA-Liste: 2025-06-30 Name: Friedhofskapelle GstNr.: 41 Friedhofskapelle Karres                                          |
| ja   | Datei hochladen | Kriegerdenkmal HERIS-ID: 4261 Objekt-ID: 99 TKK: 36794                                | Karres 48, in der Nähe Standort KG: Karres | Die Kriegergedächtniskapelle wurde nach dem Zweiten Weltkrieg auf dem Friedhof errichtet. Der Rechtecksbau unter einem Satteldach beinhaltet Inschriftentafeln für die Gefallenen.                      | BDA-Hist.: Q38184116 Status: § 2a Stand der BDA-Liste: 2025-06-30 Name: Kriegerdenkmal GstNr.: 41 Kriegerdenkmal Karres                                              |
| ja   | Datei hochladen | Höhensiedlung Karres HERIS-ID: 46908 Objekt-ID: 49293 TKK:                            | Karres 49, in der Nähe Standort KG: Karres | Völkerwanderungszeitliche Höhensiedlung im Westen des Ortes Anmerkung: Großflächiges Waldgrundstück | BDA-Hist.: Q38024657 Status: Bescheid Stand der BDA-Liste: 2025-06-30 Name: Höhensiedlung Karres GstNr.: 2014                                                        |

## Ehemalige Denkmäler
| Foto |                 | Denkmal                                                                        | Standort                     | Beschreibung | Metadaten |
| ---- | --------------- | ------------------------------------------------------------------------------ | ---------------------------- | --- | --- |
| ja   | Datei hochladen | Widum und Teile des Zaunes HERIS-ID: 55627 Objekt-ID: 64357 TKK: 20670bis 2022 | Karres 6 Standort KG: Karres | Der historische Pfarrhof mit Blendwerkgiebel aus dem 18. Jahrhundert wurde abgetragen und 1990 durch einen Neubau ersetzt. | BDA-Hist.: Q38066789 Status: § 2a Stand der BDA-Liste: 2022-07-01 Name: Widum und Teile des Zaunes GstNr.: 21/1 Widum Karres |